# بال رفدات (المهرة)

تعديل مصدري - تعديل

بال رفدات هي إحدى قرى عزلة دمقوت بمديرية حوف التابعة لمحافظة المهرة، بلغ تعداد سكانها 33 نسمة حسب تعداد اليمن لعام 2004.